# Bitwa pod Stirling
Bitwa pod Stirling (Striling Bridge) – bitwa stoczona 11 września 1297 pomiędzy siłami szkockimi pod wodzą Andrew de Moraya i Williama Wallace’a a armią angielską Johna de Warenne’a, hrabiego Surrey i Hugona de Cressinghama. Była jedną z batalii stoczonych podczas wojen o niepodległość Szkocji. Zakończyła się zwycięstwem Szkotów.

## Sytuacja w Szkocji
Od wiosny 1297 Szkocję, niedawno opanowaną przez króla Edwarda I, ogarnęło antyangielskie powstanie. Na jego czele stanął Wallace, który skutecznie prowadził partyzanckie działania. Zyskiwał nowych zwolenników, a na północy kraju wybijał garnizony wroga Moray. Choć oddziały angielskie Henryka de Percy i Roberta Clifforda pod Irvine (7 lipca) zmusiły do kapitulacji siły szkockich panów, nie zmieniło to zbytnio sytuacji. W ciągu następnych miesięcy Szkotom udało się zająć Perth, zamek Dunnotar i Aberdeen.

## Siły angielskie i ich działania
Początkowo Edward I, przygotowujący się do wyprawy na Flandrię, nie mógł uwierzyć w doniesienia o tych wydarzeniach. Dopiero po ich sprawdzeniu nakazał hrabiemu Surrey, pełniącemu funkcję namiestnika Szkocji, i Hugonowi de Cressingham, królewskiemu skarbnikowi w tym kraju, wyruszyć z siłami z północnej Anglii i stłumić „bunt”. Wyznaczenie przez króla dwóch wodzów wynikało z faktu, iż de Cressingham miał duże poparcie na dworze królewskim i chciał zdobyć sławę wodza, ale formalnie wyższą rangę (upoważniającą do objęcia dowództwa) miał jednak de Warenne – stało się to zarzewiem konfliktu między nimi o pierwszeństwo. Dodatkowo Cressingham nie był zbyt popularny w szeregach armii.
Pod koniec sierpnia 1297 roku obaj dowódcy wyruszyli z Berwick, prowadząc ze sobą 300 ciężkozbrojnych rycerzy, 300 walijskich łuczników i około 10 000 piechurów. Oddziały te składały się głównie z doświadczonych żołnierzy, a wkrótce połączyły się z siłami Percy’ego i Clifforda. Wśród Anglików panowało przekonanie, iż zwycięstwo nad „buntownikami” będzie szybkie i łatwe. Pomaszerowali następnie w stronę Stirling, by wzmocnić załogę tamtejszego zamku, a potem ruszyć na odsiecz miastu Dundee, obleganemu przez Szkotów.

## Działania Szkotów i ich plany
Tymczasem Wallace na wieść o marszu wojsk angielskich zostawił pod Dundee niewielki oddział, a z resztą sił pospieszył na południe. W Perth połączył się ze zbrojnymi Moraya – w sumie mieli około 10 000 – 16 000 ludzi, głównie lekkozbrojnej piechoty (wyposażonej po części w czterometrowe włócznie, by skutecznie walczyć z kawalerią). Jeźdźców było zaledwie 180. Wszyscy Szkoci, choć słabo w porównaniu z Anglikami uzbrojeni, byli gotowi do walki na śmierć i życie z wrogiem. 10 września Wallace i Moray dotarli w okolice Stirling. Zajęli pozycję na północ od zamku, na paśmie wzgórz Ochil Hills. Mieli stamtąd dogodny widok na dolinę rzeki Forth i odległy o pół mili, wąski (na 1 lub 2 jeźdźców albo 2 do 4 piechurów), drewniany most, Stirling Bridge. Położony był w zakolu rzeki, nieopodal zamku.
Szkocki plan bitwy (prawdopodobnie opracowany przez Moraya, a nie Wallace’a) zakładał oparcie się o linię wzgórz, by zmusić Anglików do atakowania pod górę. Z Ochil Hills można było swobodnie obserwować ich ruchy i wybrać odpowiedni moment do walki. Także i inne warunki sprzyjały Szkotom: za wąskim mostem droga biegła groblą, wiodącą przez nadrzeczne, podmokłe łąki. Twardy grunt rozciągał się dopiero opodal osady Cornton, położonej na lewo od grobli, blisko wzgórz.

## Przed bitwą
Tymczasem do obozu szkockiego przybyło kilku rycerzy na czele z Jakubem Stewartem i hrabią Lennox. Usiłowali oni skłonić Wallace’a i Moraya do poddania się, ale były to zabiegi bezskuteczne. Następnie udali się do obozu wojsk angielskich (10 września), które dotarły już do Stirling. Powiadomili Surreya o niepowodzeniu swej misji i obiecali mu, że następnego dnia przyprowadzą mu posiłki. Gdy Stewart z towarzyszami opuszczał obóz, natknął się na angielski oddział plądrujący pobliską wioskę. W efekcie tego spotkania doszło do walki, w której Lennox zranił jednego z angielskich piechurów. Wieść o tym wydarzeniu bardzo wzburzyła żołnierzy Surreya, wśród których podniosły się głosy nawołujące do zemsty. Dowódca zdołał jednak utrzymać porządek. Cała ta sprawa w pewnym stopniu podkopała zaufanie Anglików do Szkotów lojalnych jeszcze wobec Edwarda I.
11 września pierwsze angielskie oddziały zaczęły przechodzić przez most. Surrey, zmuszony do działania na wybranym przez wroga niekorzystnym dla siebie terenie, postanowił jak najszybciej obsadzić koniec grobli i wyprowadzić swoje wojsko w okolice Cornton na twardy grunt. Następnie planował jakoś wywabić Szkotów z zajmowanych pozycji na płaski teren, gdzie łatwo zostaliby rozbici przez ciężką jazdę.
Działania jego sił zostały jednak niespodziewanie zakłócone. Gdy straż przednia przeprawiła się na drugi brzeg, nie otrzymała dalszych rozkazów, bowiem stary hrabia zasnął w swoim namiocie. Anglicy więc wycofali się. Po obudzeniu Surrey dokonał pasowania na rycerzy kilku szlachciców i dopiero potem rozkazał ponowną przeprawę. Tym razem przerwało ją przybycie niewielkiego oddziału Stewarta i Lennoxa. Angielski wódz postanowił dać jeszcze jedną szansę Szkotom na poddanie się i wysłał do nich dwóch dominikanów. Jednak i ta propozycja została odrzucona. Hrabia zwołał więc naradę wojenną.
Wszystkie te wahania spowodowane były obawą przed trudnością przeprawy przez wąski most. W związku z tym podczas narady Szkot w służbie angielskiej, sir Ryszard Lundie, zaproponował, iż z częścią wojsk sforsuje rzekę przez jeden z sąsiednich brodów (w Kildean lub w Cambuskenneth) i zajdzie Wallace’a od tyłu. W tym samym czasie przez most przeszedłby sam Surrey wraz z resztą armii. Hrabia jednak, nie ufając Szkotowi, obawiał się podziału swych sił. Natomiast Cressingham gwałtownie zaczął domagać się rozpoczęcia bitwy. Uważał, że nie należy stosować wobec szkockiej „zbieraniny” żadnych podstępów i nie przeciągając kampanii trzeba od razu uderzyć. Ostatecznie jego zdanie przeważyło i wojska angielskie znów rozpoczęły przeprawę przez most.

## Przebieg bitwy
Angielską straż przednią, która miała zająć koniec grobli i osłonić marsz reszty sił, stanowiła setka rycerzy, dowodzonych przez Marmaduke’a de Thwenga z Yorkshire. Za nimi posuwały się kolejne oddziały pod komendą Cressinghama i znającego okolicę komendanta zamku, Ryszarda de Waldegrave’a.
Tymczasem buntownicza armia szkocka na Ochil Hills obserwowała ruchy przeciwnika i jego przeprawę. Była podzielona na trzy oddziały: prawoskrzydłowym dowodził Moray, natomiast tym w centrum i na lewej flance, Wallace. Szkoci czekali na dogodny moment do ataku.
Około południa na drugim brzegu rzeki Forth było nieco ponad 5000 ludzi, czyli około połowa armii angielskiej. Wówczas to Wallace dał sygnał do natarcia. Atakujący w biegu Szkoci uderzyli z impetem, zbiegając ze wzgórza, a zaskoczeni Anglicy nie zdołali sformować szyku bojowego. Na grząskim terenie ich jazda nie mogła też szarżować. Wallace związał przeciwnika walką od czoła, a Moray obszedł Anglików z boku. Część jego włóczników zablokowała most, uniemożliwiając udzielenie pomocy Cressinghamowi. Masa Szkotów spychała na siebie poszczególne angielskie oddziały. W tym samym czasie natarli na straż przednią Thwenga szkoccy jeźdźcy. Ciężkozbrojni rycerze łatwo ich rozbili, jednak nie ruszyli w pościg, bowiem zobaczyli, co dzieje się z tyłu i zaczęli się wycofywać, walcząc pośród ciżby przeciwników. Ale przez most zdołał się przebić jedynie Thweng z garstką ludzi. Tymczasem Szkoci rozdzielili siły Cressinghama na dwie części, które wkrótce rozbili na mniejsze grupy. Walijscy łucznicy, którzy w zamieszaniu i tłoku nie mogli skutecznie się bronić i ostrzeliwać przeciwnika, bardzo szybko zostali wycięci w pień. Bitwa zamieniła się w rzeź. Tylko nielicznym Anglikom udało się przepłynąć rzekę i dostać się na drugi brzeg – ewakuacja przez most była niemożliwa, ponieważ po przejeździe ludzi Thwenga uległ on zawaleniu.
Reszta armii, z Surreyem, bezradnie patrzyła na masakrę swoich ludzi. Hrabiemu nie pozostało nic innego, jak pospiesznie wycofać się do Berwick po zostawieniu załogi w Stirling i spaleniu resztek mostu. W czasie odwrotu na angielską straż tylną uderzyli Stewart i Lennox, do tej pory przyglądający się z daleka batalii. Udało im się zdobyć tabory wycofującej się armii.

## Rezultat bitwy

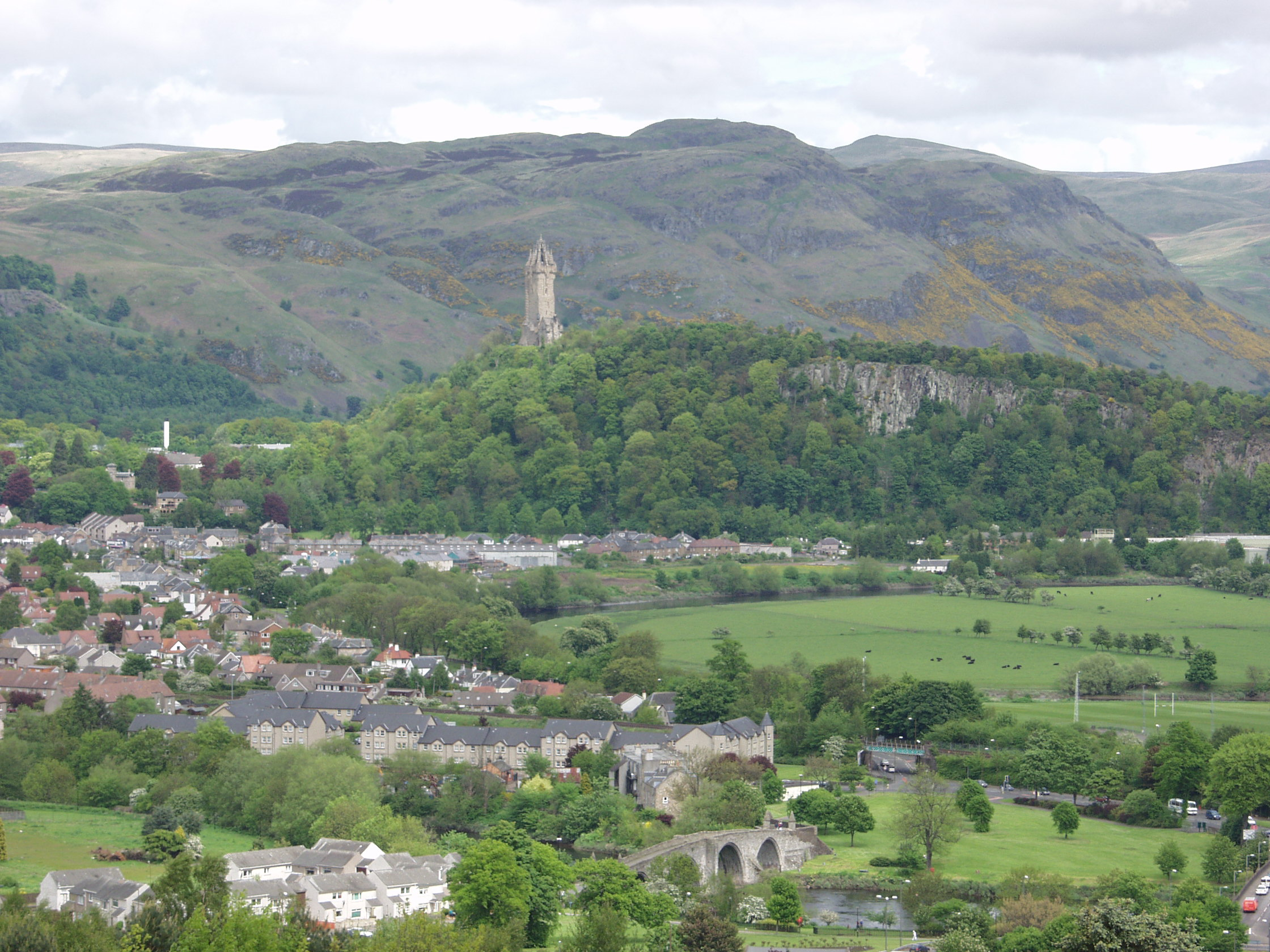
Obecna panorama Stirling, w tle pomnik upamiętniający Wallace'a na wzgórzu Abbey Craig.

Bitwa zakończyła się szkockim zwycięstwem. Jednym gwałtownym atakiem Szkoci unicestwili połowę angielskiej armii (wśród zabitych znalazł się też Cressingham). Sami ponieśli niewielkie straty, prawdopodobnie kilkuset ludzi, choć ciężko zraniony w walce został Moray.
Po bitwie, do października 1297 roku, w zasadzie cała Szkocja (poza kilkoma zamkami) została oczyszczona z angielskich garnizonów. W nagrodę za odniesione sukcesy Wallace i Moray zostali pasowani na rycerzy i obdarzeni tytułami Strażników Królestwa Szkocji. Moray wkrótce potem (w około miesiąc po bitwie) zmarł z odniesionych pod Stirling ran, co było wielką stratą dla Szkotów. Natomiast Wallace z powodzeniem poprowadził najazd na północną Anglię.